# Régates de Valleyfield
Les Régates de Valleyfield (anglais : Valleyfield Regatta), ou Régates internationales de Valleyfield, sont des courses d'hydroplanes se tenant chaque année dans la baie Saint-François à Salaberry-de-Valleyfield, dans la province canadienne de Québec. Depuis 2001, un volet culturel fait partie de l’évènement. Les éditions des régates de Valleyfield font partie du calendrier annuel de la Ligue de régates d’Hydroplanes (Hydroplane Racing League),.
Le festival accueille 125 000 visiteurs chaque année,.

## Historique

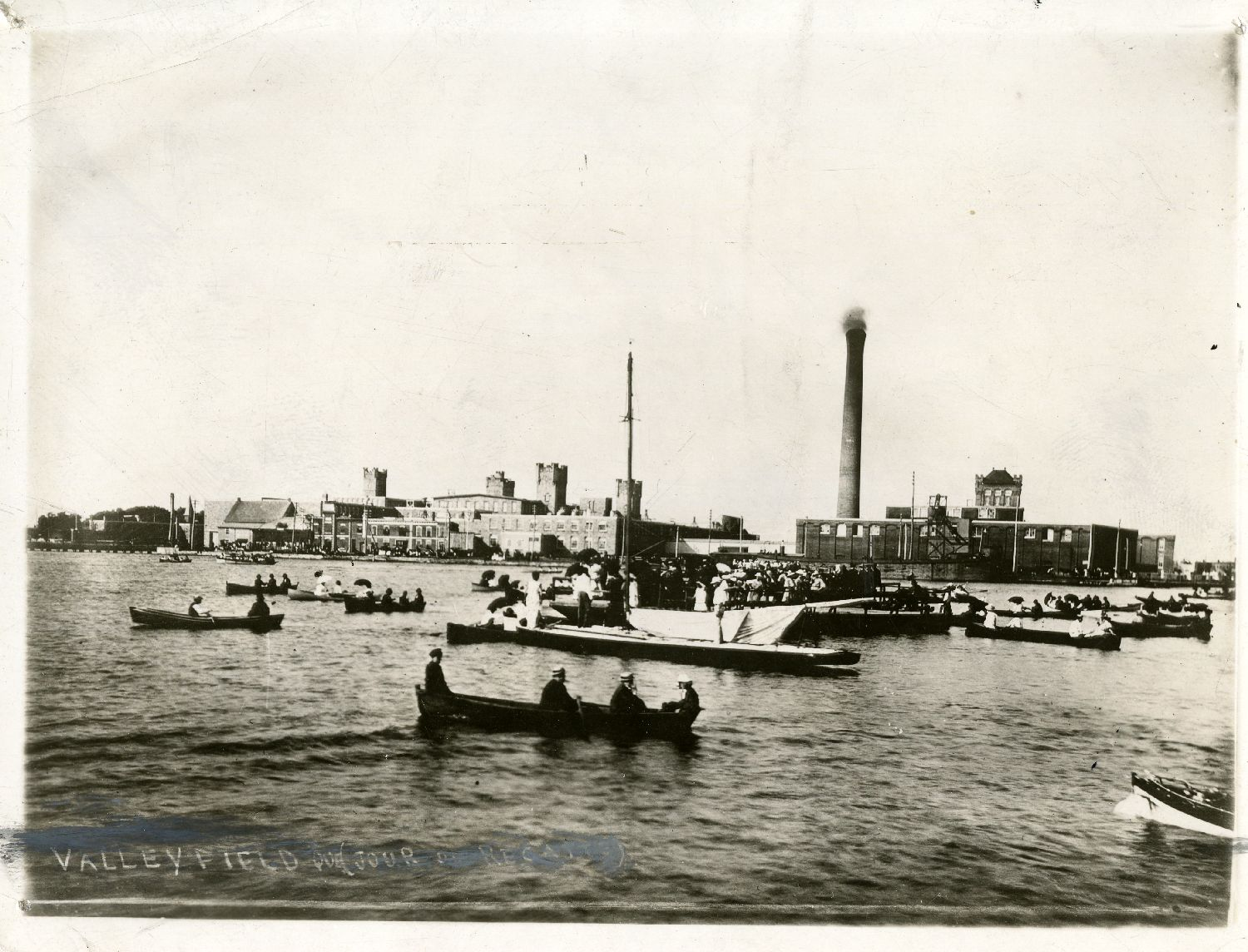
Les Régates de Valleyfield vers 1930

Des fêtes populaires ravivent les compétitions motonautiques à Salaberry-de-Valleyfield à partir de 1895. 

### 1938-1963
Le 13 août 1938 a lieu la première édition des Régates de Valleyfield, dans la Baie Saint-François, en plein cœur du centre-ville campivallensien. L'édition est assisté par environ 40 000 spectateurs le samedi 13 août et le dimanche 14 août. 
Pendant la Seconde Guerre mondiale, les courses à moteur sont arrêtées pour des raisons de restrictions sur l'essence. Ils sont remplacés par des compétitions de chaloupes, de voiles et de nage.

### 1964-1987
La 27e édition des Régates internationales de Valleyfield accueille environ 60 000 personnes. 
En 1970, à la 32e édition des Régates de Valleyfield, Robert Bourassa — homme politique canadien et premier ministre du Québec entre le 12 mai 1970 et le 25 novembre 1976 — donne le signal du départ aux courses. 
Pour la 45e édition, une « Formule Molson » des Régates de Valleyfield a lieu pour la première fois. Celle-ci regroupe 25 à 30 embarcations de Régates hors-bords (« Outboard »). Cette formule a lieu 13 ans après un commanditaire avec Molson et les Régates de Valleyfield . 

### 1988-2012
Le 3 juillet 1999, Jacques-Joseph Villeneuve — le frère de Gilles Villeneuve et oncle de Jacques Villeneuve — participe aux Régates de Valleyfield dans la classe 5 litres. Il va accéder jusqu'en demi-finales. Mais Jacques ne fais pas les finales à cause d'un départ qu'il a raté. Ce même jour, à la finale Grand-Prix, l'embarcation « Pontiac Coil », piloté par Thomas Snyder, quitte le circuit et s'écrase dans les estrades. Quinze personnes sont blessées, dont sept enfants. Le pilote s'en est sorti sans blessures grave. L'accident est survenu lorsque l'embarcation a subi un bris mécanique,.
En 2000, à la suite de cet accident, des murets faits de ciment ont été installés, et le circuit est ajusté pour être mis plus étroit, afin d'ajouter de la sécurité. L'oncle Villeneuve participe encore une fois à l'évènement.
En 2006, les Régates Molson Dry de Valleyfield est composé d'une classe intitulée « Unlimited »,. Cette classe peut aller jusqu'à une vitesse de 320 km/h. 105 000 spectateurs sont présents durant cette édition.

### 2013-2019

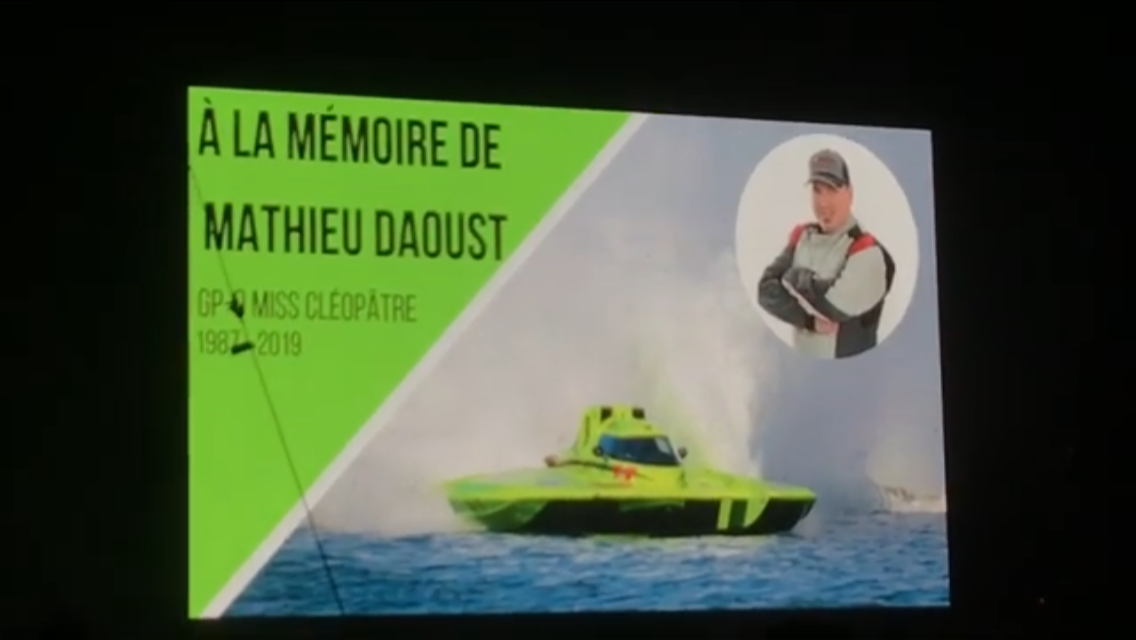
Moment de silence avant le spectacle culturel de musique, de Sylvain Cossette, le 12 juillet 2019.

En 2013, Robert Théorêt — dans l'embarcation du Vintage Grand-Prix 444 — ainsi que son fils, Marc Théorêt — dans le GP-444 — font plusieurs tours de piste,
Durant l'édition de 2018, deux chefs de parti politiques se présentent à l'évènement. Le Premier ministre du Québec, Philipe Couillard, se présente le 14 juillet 2018 sur les lieux des Régates de Valleyfield. Le jour suivant, le 15 juillet, c'est au tour du chef de la Coalition avenir Québec, François Legault, de se présenter à l'évènement. TVA Nouvelles indique que « [d]écidément, cette édition des régates [de Valleyfield] a des allures de campagne électorale ».  
Durant la 81e édition, Christian Dubé, le président du conseil du trésor du Québec de 2018 à 2020 — et ministre de la Santé et des Services sociaux depuis 2020  — est présent durant la journée du 13 juillet. Christian embarque en tant que copilote dans l'hydroplane « Glory Days » dans la classe Jersey Speed Skiff pendant un tour de course. Cet édition rend également hommage à deux pilotes d'Hydroplanes de Valleyfield morts au cours de l'année 2019. Mathieu Daoust — Pilote de Grand-Prix (GP-9) — meurt le 30 juin 2019 lors d'un accident au Régates de Brockville pendant une qualification en classe Grand-Prix,. À la suite de ces évènements, l'organisation des Régates de Valleyfield crée un bracelet souvenir en sa mémoire. Le 12 juillet, une minute de silence est observée avant les courses d'hydroplane prévues dans la journée. Le lendemain, le 13 juillet, à 9 h UTC-4, tous les hydroplanes font entendre leur moteur. Avant la finale de la classe Grand-Prix, les spectateurs présents sont invités à prendre un moment de silence en sa mémoire. Le numéro de l'hydroplane sera définitivement retiré de l'Hydroplane Racing League en janvier 2020, toutes classes confondues. Le circuit qui accueille les hydroplanes est renommé en « Le circuit Robert Théorêt », en hommage au décès de Robert Théorêt, un pilote en classe Grand-Prix,.

### (2020-2021)
La 82e édition devait initialement se dérouler le 10, 11 et 12 juillet de l'année 2020. La ministre du tourisme, Caroline Proulx, annonce le 10 avril de cette même année que tous les événements sportifs et culturels qui se déroulent avant le 31 août doivent être annulées. Le jour suivant, le 11 avril, l'Organisation des Régates de Valleyfield annonce que la 82e édition est annulé, en raison de la Pandémie de Covid-19. Depuis les débuts des Régates de Valleyfield, c'est la première fois en son histoire qu'une édition est annulé. L'édition est reporté en 2021.
Les Régates de Valleyfield de 2021 sont originellement annoncées annulées,. Le 17 juin 2021, le comité organisateur des régates de Valleyfield annonce que pour «  célébrer le 83e anniversaire des Régates de Valleyfield », un évènement culturel a lieu pour l'été 2021. L'évènement culturel a lieu du 15 au 18 juillet. L'organisation des Régates de Valleyfield précise que l'évènement a lieu en respectant « les consignes sanitaires en vigueur » tout en ajoutant que «  toutes les mesures nécessaires [seront] mises en place ».

## Tour des régates

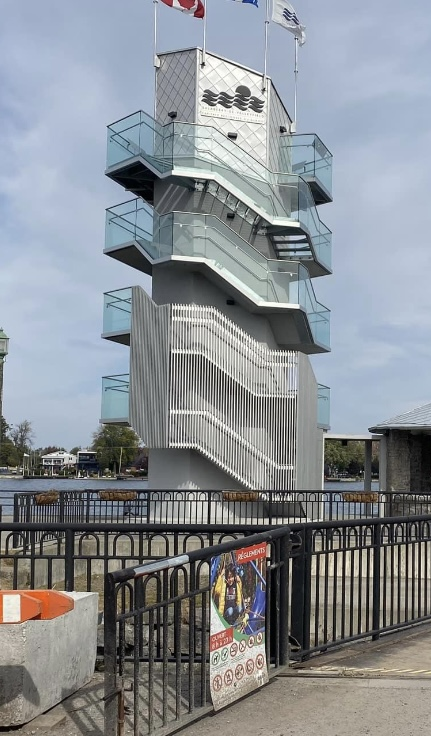
Tour des régates en 2023, lors de sa restauration.

### Historique
La tour des régates est une tour d'observation construite en 1984 puis utilisée pour la première fois en 1985 pour les régates de Valleyfield lors de la 47e éditions. La tour fait l'objet de travaux de restauration à partir de 2022 à la suite d'infiltrations d’eau et de modifications de normes. La nouvelle tour a été inaugurée le mercredi 11 octobre 2023.

### Caractéristiques
Depuis le 11 octobre 2023 exactement, la tour est ouverte au public 7 mois par année, soit du 15 novembre au 15 avril de 8h à 22:00. La tour, haute de 24 mètres a 5 étages. La restauration a coûté 1,4 million de dollars, dont une partie a été assumé par le gouvernement du Québec,. Les fondations sont faites en béton, le haut de la tour en tuile d’acier blanc et les gardes-corps en verre. Le logo de la ville est affiché au sommet de la tour.